# Фірма Гардлестон
«Фірма Гердлстон» (англ. The Firm of Girdlestone) — роман шотландського письменника сера Артура Конан Дойла. Вперше опублікований у 1890 видавництвом Chatto and Windus в Лондоні.

## Сюжет
Джон Гердлстон володіє фірмою Гердлстон. Це дуже прибутковий бізнес і Джона Гердлстона та його сина Езра Гердлстона поважають усі. І батько, і син циніки і не мають жодних інших думок, окрім як про свій бізнес; після надання благодійної пожертви у 25 фунтів, Джон Гердлстон зауважує собі, що це непогані «інвестиції», якщо він зможе створити сприятливе враження на колектора, який є членом парламенту, вплив якого він сподівається коли-небудь використовувати. Езра, його син, ще більший цинік, ніж старий Гердлстон. Однак, він виявляє велику проникливість у бізнесі, іноді навіть перевершує різкість свого батька в ділових питаннях. Серія катастрофічних спекуляцій старого Гердлстона призводить до фінансової руїни фірми. Майбутнє банкрутство фірми вони тримають в таємниці від усіх…